# Sant Julià de Carles
Sant Julià de Carles és una església d'Alfara de Carles protegida com a bé cultural d'interès local.

## Descripció
L'edifici és de planta rectangular, de maçoneria ordinària amb carreus a les cantonades, sobre un terreny en pendent. Presenta una nau amb cinc arcs apuntats que descarreguen a una volta apuntada seguida. La coberta és de teula i a dues vessants, amb curts ràfecs laterals i rematada per una petita espadanya de maó. La porta d'entrada és amb arc apuntat adovellat, a la façana sud. La façana nord és cega i amb cinc contraforts no gaire grans. Té petites obertures romàniques, amb arcs adovellats, en biaix, a les façanes.

## Història
Aquesta edificació, ara aïllada, d'estil del primer gòtic, amb elements romànics, fou l'església parroquial de l'antic poble de Carles, extingit a finals del segle xv, el qual depenia del castell situat al cim del turó, en ruïnes.
Als voltants de l'església s'han trobat esteles funeràries medievals —que són al Museu de Tortosa— i també restes de fonaments d'antigues cases del poble.